# Eduardo da Silva
Pour les articles homonymes, voir Eduardo.
Eduardo Alves da Silva, habituellement appelé Eduardo da Silva, né le 25 février 1983 à Rio de Janeiro, est ancien un footballeur international croate d'origine brésilienne. Il évoluait au poste d'attaquant.

## Biographie
À l'âge de 15 ans, il est repéré dans son club du CBF Nova Kennedy par un recruteur du Dinamo Zagreb et rejoint la Croatie en 1998 pour un transfert de 50 000 dollars, ainsi qu'un salaire annuel de 15 000 dollars. Eduardo ne parle pas d'autres langues que le portugais et n'est jamais sorti de son pays ; la première année est difficile, du fait de la langue et du climat, et en 1999 il est prêté au club brésilien de Bangu pendant 2 ans, faisant son retour en Croatie en 2001.
Pour sa première saison en tant que professionnel au Dinamo, l'adaptation au football croate est difficile pour le jeune joueur. Il ne fait que 4 apparitions en équipe première, mais est particulièrement heureux de jouer, même avec la réserve.
Ainsi il dissimulera une fracture du pied au staff du club et jouera pendant un moment avec cette blessure, ce qui ne l'a pas aidé dans son jeu. Durant l'hiver 2002, il est prêté six mois pour s'aguerrir en deuxième division, à l'Inter Zaprešić, et il y marquera 10 buts en 15 rencontres contribuant grandement à la promotion de l'équipe à l'étage supérieur.
À son retour au Dinamo à l'été 2003, Eduardo a pris confiance en lui, et le nouvel entraîneur en fait un titulaire dès le début de la saison. Cette année-là, le club engrange de mauvais résultats, mais Eduardo est l'une des rares satisfactions au sein du groupe, inscrivant 9 buts en 24 rencontres et est nommé meilleur joueur du championnat à l'issue de la saison.
Les deux saisons qui suivent, Eduardo continue sa progression. 10 buts en 22 matchs en 2004-2005, puis 20 buts en 29 matchs en 2005-2006, deuxième place au classement des buteurs et nouveau titre de meilleur joueur du championnat.
C'est en novembre 2004 qu'Eduardo connaît sa première sélection en équipe de Croatie, lors d'un match contre l'Irlande. Eduardo a été en effet naturalisé croate en 2002. Sa non-sélection pour le Mondial 2006 a suscité une vive polémique en Croatie, le sélectionneur national Zlatko Kranjčar le considérant trop jeune, ce qui ne l'a pourtant pas empêché d'appeler son propre fils Niko, et Luka Modrić, tous deux plus jeunes qu'Eduardo.
Lors de la saison 2006-2007, le buteur du Dinamo Zagreb affole toutes les statistiques ; 34 buts en 32 matchs de championnat croate, 8 buts en Coupe de Croatie, 5 buts en 4 matchs de Coupe d'Europe (2 matchs contre Auxerre, 2 buts, et 2 matchs contre Arsenal, 1 but), 5 buts en 4 sélections (triplé contre Israël, 1 but contre l'Angleterre et 1 contre l'Italie). Ce qui donne donc un total de 47 buts en 44 matchs toutes compétitions confondues, ce qui fait de lui le meilleur buteur européen.
En juillet 2007, il rejoint les Gunners d'Arsenal pour remplacer Thierry Henry, le coût du transfert est estimé entre 10 et 14 millions d'euros. Tandis qu'il commence à s'affirmer en tant que buteur, il est gravement blessé à la jambe gauche à la suite d'un attentat du défenseur Martin Taylor qui est directement expulsé, lors du match contre le Birmingham City le 23 février 2008, après seulement 3 minutes de jeu. Selon un médecin anglais, sans l'intervention des médecins d'Arsenal, le joueur aurait pu être amputé du pied.
À la suite de cette fracture, la saison de l'attaquant croate se termine prématurément et il ne peut accompagner ses compatriotes en Suisse et en Autriche à l'Euro 2008.
Le mardi 16 décembre 2008, il rejoue pour la première fois depuis sa blessure avec la réserve d'Arsenal contre celle de Portsmouth. Il joue les 45 minutes de la e, avant d'être remplacé par Amaury Bischoff.
Il doit attendre le 16 février pour faire son grand retour avec les A, lors du replay du 1/16e de finale de FA Cup face à Cardiff City. Il dispute 67 minutes de jeu et inscrit un doublé durant cette rencontre.
Après 3 saisons dans le nord de Londres, il décide de quitter Arsenal et rejoint le 21 juillet 2010 pour le Chakhtar Donetsk. Il signe un contrat de 4 saisons, dans un transfert estimé à 9 millions d'euros.
Le 19 octobre 2010, le Chakhtar Donetsk affronte Arsenal en phase de groupe de la Ligue des champions. Eduardo rentre en seconde période sous les applaudissements du stade pour son grand retour à l'Emirates. Il marque ensuite le seul but de son équipe et reçoit une standing ovation de la part de tous les supporters du stade.

## Statistiques
- 8 buts en 41 matchs de Premier League
- 13 buts en 45 matchs de Ligue des Champions
- 5 buts en 7 matchs de FA Cup
- 4 buts en 6 matchs de League Cup

## Palmarès
Avec le Dinamo Zagreb
- Championnat de Croatie :
  - Vainqueur en 2006 et 2007
- Coupe de Croatie :
  - Vainqueur en 2004 et 2007
- Supercoupe de Croatie :
  - Vainqueur en 2003 et 2006

Avec le Chakhtar Donetsk
- Championnat d'Ukraine :
  - Vainqueur en 2011, 2012, 2013, 2014 et 2017
- Coupe d'Ukraine :
  - Vainqueur en 2011, 2012, 2013 et 2016
- Supercoupe d'Ukraine :
  - Vainqueur en 2012, 2013, 2014 et 2015

Avec le Legia Varsovie
- Championnat de Pologne :
  - Vainqueur en 2018
- Coupe de Pologne :
  - Vainqueur en 2018

Récompenses individuelles
- Élu joueur croate de l'année en 2006
- Élu meilleur joueur du championnat de Croatie en 2004
- Meilleur buteur du championnat de Croatie en 2007 avec 34 buts